# 14-я улица / Шестая авеню (Нью-Йоркское метро)
14-я улица / Шестая авеню (англ. 14th Street / Sixth Avenue) — пересадочный узел Нью-Йоркского метрополитена в Манхэттене, на границе округов Челси и Гринвич-Виллидж, на пересечении 14-й улицы с 6-й и 7-й авеню. Каждая из станций узла имеет свои «персональные» выходы.
В пересадочный узел входят станции следующих линий:
- линия Бродвея и Седьмой авеню, Ай-ар-ти,
- линия Канарси, Би-эм-ти,
- линия Шестой авеню, Ай-эн-ди.

На станциях пересадочного узла останавливаются маршруты:
- 1, 2, F, L (круглосуточно),
- 3 (круглосуточно, кроме ночи),
- <F> (в часы пик в пиковом направлении),
- M (в будни днём и вечером).

Рядом со станциями этого пересадочного узла располагается ещё одна, не входящая в состав Нью-Йоркского метрополитена и обслуживающаяся компанией PATH. Она имеет отдельный вход и отдельные турникеты.

## Платформы линии Бродвея и Седьмой авеню, Ай-ар-ти
|     |   |   |     |     |   |   |     |
| · л | · | · | · э | · э | · | · | · л |

|     |   |   |     |     |   |   |     |
| · л | · | · | · э | · э | · | · | · л |

«14-я улица» (англ. 14th Street) — станция Нью-Йоркского метрополитена, расположенная на линии Бродвея и Седьмой авеню, Ай-ар-ти.  На станции останавливаются маршруты: 1 (круглосуточно), 2 (круглосуточно) и 3 (круглосуточно, кроме ночи). Экспресс-пути используются маршрутами 2 (круглосуточно, кроме ночи) и 3 (круглосуточно, кроме ночи). Локальные пути используются маршрутами 1 (круглосуточно) и 2 (ночью). Станция представлена двумя островными платформами, обслуживающими четыре пути.
Станция была открыта 1 июля 1918 года, как часть развития сети Interborough Rapid Transit Company (IRT), которая в то время доминировала как отдельное метро на территории Манхэттена от Таймс-сквер/42-й улицы до Саут-Ферри. Данный участок обслуживался челноком до полного завершения строительства линии и станций, на 1 июля 1918 года.
Станция отделана мозаикой.
- Мозаика с числом "14"
- Мезонин
- Мозаика при входе в мужской туалет

## Платформа линии Канарси, Би-эм-ти
|   |   |   |   |
| · | · | · | · |

|   |   |   |   |
| · | · | · | · |

«Шестая авеню» (англ. Sixth Avenue) — станция Нью-Йоркского метрополитена, расположенная на линии Канарси, Би-эм-ти.  На станции останавливается маршрут L (круглосуточно).
Станция была открыта 21 сентября 1924 года в составе первой очереди линии. Несмотря на то что все станции южнее Broadway Junction были открыты ещё в 1906 году, тогда они не входили в состав этой линии, поэтому считается, что очередь 1924 года является первой.
Станция представлена одной островной платформой. Стены на станции отделаны плиткой, обе имеют горизонтальную линию оливково-зелёного цвета. Название станции представлено только на колоннах жёлтого цвета в виде стандартной чёрной таблички с белой надписью. Под потолком на стенах также имеются мозаики с цифрой 6 (на фото), что также свидетельствует о названии станции. В общем, отделка станции стандартная для того времени. Эта станция была конечной на линии 7 лет — пока в 1931 году не была открыта станция Eighth Avenue, до сих пор являющаяся западным терминалом BMT Canarsie Line.
С платформы поднимается семь лестниц. Первые две располагаются с западного конца станции: они ведут к мезонину соседней станции, откуда можно как попасть на неё, так и выйти из метро. Этот выход совместный для двух линий и работает круглосуточно. Ещё три лестницы находятся около восточного конца платформы: две из них приводят к обеим платформам соседней станции линии IND Sixth Avenue Line, а ещё одна в служебное помещение (закрыта для пассажиров).
В центральной части станции также располагается две лестницы: они поднимаются в мезонин, где располагается турникетный павильон, представленный только полноростовыми турникетами. Это и есть основной выход станции. В город из мезонина поднимаются две лестницы: к восточным углам перекрёстка 14-й улицы и 6-й авеню. Из мезонина есть проход в мезонин соседней станции 14th Street.
К западу от станции начинается третий центральный путь, не имеющий съездов на внешние пути и заканчивающийся тупиком неподалёку от западного конца станции. Этот путь распадается и сливается со внешними только перед соседней Eighth Avenue и служит для отстоя составов.

## Платформы линии Шестой авеню, Ай-эн-ди
|   |   |  |   |   |
| · | · |  | · | · |

|   |   |  |   |   |
| · | · |  | · | · |

«14-я улица» (англ. 14th Street) — станция Нью-Йоркского метрополитена, расположенная на линии Шестой авеню, Ай-эн-ди.  На станции останавливаются маршруты: F (круглосуточно), <F> (в часы пик в пиковом направлении) и M (в будни днём и вечером). Экспресс-пути, проходящие под станцией, используются маршрутами B (в будни днём и вечером до 23:00) и D (круглосуточно). Это одна из всего двух станций линии Шестой авеню, на которых останавливаются исключительно локальные поезда (вторая — соседняя 23-я улица).
Эта станция открылась 15 декабря 1940 года вместе с другими станциями этой линии от Вашингтон-сквер до Рокфеллер-центра.
Станция совмещена с одноимённой станцией системы PATH, она имеет две островные платформы, между которыми проходят пути PATH, а снаружи — локальные пути метрополитена. Поскольку PATH и метро являются разными системами, то платформы перегорожены по всей длине и бесплатный переход с одной станции на другую отсутствует, а платформы на каждой из станций выглядят как боковые.
Станция имеет два входа — с 14-й улицы и 16-й, с турникетными залами в каждом из них. Вход с 14-й улицы используется совместно с компанией PATH. Над обеими пассажирскими платформами метрополитена расположен длинный, как и платформы, мезонин, который в своей большей части не используется.
- Мозаика с названием станции
- Северо-западный вход на станцию, ведущий также к станции PATH

## Соседние станции
| Условные обозначения |
| для дней и часов работы маршрутов (более точно указано во всплывающих подсказках при этих обозначениях): |
| --- |
| круглосуточно круглосуточно, кроме ночи круглосуточно, кроме будней днём (либо часов пик) в пиковом направлении в будни днём (и, возможно, вечером) в будни круглосуточно в часы пик в будни днём (либо в часы пик) в пиковом направлении в будни днём (либо в часы пик) в направлении, обратном пиковому в выходные ночью ночью и в выходные (и, возможно, вечером) нет движения поездов |

| Предыдущая станция                                              | ЛинияНазвание станции                              | Следующая станция                                           |
| --------------------------------------------------------------- | -------------------------------------------------- | ----------------------------------------------------------- |
| 18-я улица · (1 2) · 34-я улица — Пенсильванский вокзал · (2 3) | линия Бродвея и Седьмой авеню, Ай-ар-ти 14-я улица | Кристофер-стрит — Стонуолл · (1 2) · Чеймберс-стрит · (2 3) |
| 23-я улица · (F <F> M)                                          | линия Шестой авеню, Ай-эн-ди 14-я улица            | Уэст Четвёртая улица — Вашингтон-сквер · (F <F> M)          |
| Восьмая авеню · (L)                                             | линия Канарси, Би-эм-ти Шестая авеню               | Юнион-сквер · (L)                                           |